# Aphnaeus minima
Aphnaeus minima är en fjärilsart som beskrevs av Jackson 1966. Aphnaeus minima ingår i släktet Aphnaeus och familjen juvelvingar. Inga underarter finns listade i Catalogue of Life.